# Пустельницька сільська рада
Пустельницька сільська рада — колишня адміністративно-територіальна одиниця та орган місцевого самоврядування у Ходорківському, Корнинському і Попільнянському районах Бердичівської і Білоцерківської округ, Київської та Житомирської областей Української РСР з адміністративним центром у селі Пустельники.

## Населені пункти
Сільській раді на час ліквідації були підпорядковані населені пункти:
- с. Пустельники.

## Історія та адміністративний устрій
Створена 1923 року в с. Пустельники Ходорківської волості Сквирського повіту Київської губернії. 7 березня 1923 року увійшла до складу новоствореного Ходорківського району Бердичівської округи. 17 червня 1925 року, відповідно до постанови ВУЦВК та РНК УСРР «Про адміністраційно-територіяльне переконструювання Бердичівської й суміжних з нею округ Київщини, Волині й Поділля», сільську раду передано до складу Корнинського району Білоцерківської округи. 5 лютого 1931 року включена до складу Попільнянського району Української СРР. 17 лютого 1935 року, відповідно до постанови Президії ВКЦВК «Про склад нових адміністративних районів Київської області», сільська рада увійшла до складу відновленого Корнинського району Київської області.
Станом на 1 вересня 1946 року сільська рада входила до складу Корнинського району Житомирської області, на обліку в раді перебувало с. Пустельники.
Ліквідована 11 серпня 1954 року, відповідно до указу Президії Верховної ради Української РСР «Про укрупнення сільських рад по Житомирській області», територію ради та с. Пустельники приєднано до складу Ходорківської сільської ради Корнинського району Житомирської області.